# Rhabdophis nuchalis
Espèce
Synonymes
- Tropidonotus nuchalis Boulenger, 1891
- Natrix nivalis Schmidt, 1925
- Tropidonotus nuchalis var. collaris Vogt, 1927
- Rhabdophis pentasupralabialis Jiang & Zhao, 1983

Statut de conservation UICN

 LC  : Préoccupation mineure
Rhabdophis nuchalis est une espèce de serpents de la famille des Natricidae.

## Répartition
Cette espèce se rencontre :
- en Inde dans l’État du Nagaland ;
- en Birmanie ;
- au Viêt Nam ;
- en République populaire de Chine dans les provinces du Hubei, du Sichuan, du Guizhou, du Shaanxi, du Shanxi, du Gansu, du Guangxi, du Yunnan, du Guangdong et dans l'est du Tibet.

## Description
L'holotype de Rhabdophis nuchalis mesure 640 mm dont 120 mm pour la queue. Cette espèce a la face dorsale olive, tachetée parfois de noir. Sa face ventrale est soit uniformément noire soit noire en son milieu et olive sur les côtés.

## Liste des sous-espèces
Selon The Reptile Database (10 septembre 2013) :
- Rhabdophis nuchalis nuchalis (Boulenger, 1891)
- Rhabdophis nuchalis pentasupralabialis Jiang & Zhao, 1983

## Publications originales
- Boulenger, 1891 : Description of new oriental reptiles & batrachians. Annals and Magazine of Natural History, sér. 6, vol. 7, p. 279-283 (texte intégral).
- Jiang & Zhao, 1983 : Studies on amphibians and reptiles of Mt. Gongga region, Sichuan, China. 3. A study of species-group nuchalis, genus Rhabdophis. Acta Herpetologica Sinica, new ser., vol. 2, no 1, p. 59-62 (texte intégral).